# Huejutla de Reyes
Huejutla de Reyes és un municipi d'Hidalgo que té com a capital municipal homònima. Oscil·la en un rang d'altitud d'entre 1.500 i 600 metres sobre el nivell del mar. La seva extensió total és de 135,20 km² i té una població estimada de 19.741 hab. Limita amb Tantoyuca (estat de Veracruz), Jaltocán, Atlapexco, Tlalchinol i Orizatlán. Ubicat a la Huasteca hidalguense. El clima és càlid-humit, amb pluges els mesos de juny, juliol, agost i setembre, amb una mitjana de 392 mm anual. Maig, juny, juliol i agost són els més calorosos, febrer, març i abril solen tenir més vents de sud-oest i la temperatura mitjana anual és de 32 °C.